# Sassykkölsee
Der Sassykkölsee oder Sassykköl (kasachisch Сасықкөл / Sasıqköl; russisch Сасыкко́ль / Sassykkol) ist ein Salzsee in Zentralasien im Südosten von Kasachstan.
Der Sassykkölsee liegt östlich des Balchaschsees in der Balchasch-Alaköl-Senke auf einer Höhe von 347 m. Der See ist mit dem südöstlich gelegenen Alakölsee über ein Sumpfgebiet verbunden. Die Wasserfläche schwankt zwischen 600 und 736 km². Die mittlere Wassertiefe beträgt 3,3 m und die maximale Wassertiefe liegt bei 4,7 m. Das flache Seeufer ist mit Schilf zugewachsen. Der Wasserspiegel schwankt um 3 m. Gewöhnlich ist der See zwischen November und Anfang April eisbedeckt. Tentek und Karakol sind Zuflüsse des Sassykkölsees.
Der Sassykkölsee befindet sich im Alaköl-Biosphärenreservat.
Der See wird in der Ramsar-Liste als wichtiges Vogelgebiet geführt.